# Шкаро, Дамир
Дами́р Шка́ро (хорв. Damir Škaro; 2 ноября 1959, Загреб) — хорватский боксёр полутяжёлой и второй средней весовых категорий, в 1980-е годы успешно выступал за сборную Югославии. Бронзовый призёр летних Олимпийских игр в Сеуле, обладатель бронзовой медали чемпионата мира, серебряный призёр Кубка мира, чемпион Средиземноморских игр, победитель многих международных турниров и национальных первенств. Также известен как политик, бизнесмен, спортивный функционер и общественный деятель.

## Биография
Дамир Шкаро родился 2 ноября 1959 года в Загребе. Активно заниматься боксом начал в возрасте семнадцати лет, ещё во время учёбы в старших классах школы. Первого серьёзного успеха на ринге добился в 1977 году, когда завоевал золотую медаль на Балканском чемпионате, победив всех своих соперников в полусреднем весе. Позже благодаря череде удачных выступлений пробился в основной состав национальной сборной Югославии и удостоился права защищать честь страны на летних Олимпийских играх 1980 года в Москве, где, тем не менее, в первом же матче проиграл советскому боксёру Виктору Савченко, который в итоге дошёл до финала.
Три года спустя Шкаро выиграл во втором среднем весе чемпионат балканских стран и прошёл квалификацию на Олимпиаду 1984 года в Лос-Анджелес, планировал побороться здесь за медали, но на стадии четвертьфиналов со счётом 1:4 уступил американцу Вирджилу Хиллу, будущему чемпиону мира среди профессионалов. В 1986 году дошёл до полуфинала на чемпионате мира в Рино, там проиграл титулованному кубинцу Пабло Ромеро. Через год добыл серебро на Кубке мира в Белграде и победил на Средиземноморских играх в Латакии. Оставаясь лидером сборной в полутяжёлой весовой категории, представлял страну Олимпийских играх 1988 года в Сеуле — уверенно обыграл троих соперников, однако из-за полученной травмы вынужден был отказаться от участия в дальнейших соревнованиях и не вышел на полуфинальный бой против советского боксёра Нурмагомеда Шанавазова. Травма оказалась слишком серьёзной, поэтому вскоре он принял решение завершить карьеру спортсмена.
Покинув ринг, Дамир Шкаро занялся бизнесом и политикой. По его инициативе в Загребе были открыты три ночных клуба, затем бывший спортсмен возглавил собственную строительную компанию, работавшую помимо Балкан так же в Австрии и Германии. Присоединившись к Хорватскому демократическому содружеству, как член этой политической партии в период 1996—2000 заседал в Парламенте Хорватии. В разное время участвовал в работе множества хорватских спортивных организаций, был главой хорватской боксёрской ассоциации, состоял в числе основателей хорватского олимпийского комитета, занимал должность генерального секретаря олимпийской сборной Хорватии. Регулярно жертвует средства на благотворительность, задействован в деятельности нескольких благотворительных фондов.